# Tianwen 2
Tianwen 2 (förenklad kinesiska: 天问二号) tidigare känd som ZhengHe, är en kinesisk rymdsond som ska utforska och hämta ett jordprov från asteroiden 469219 Kamoʻoalewa.
Den sköts upp med en Chang Zheng 3B-raket från Xichangs satellituppskjutningscenter den 28 maj 2025.
Rymdsonden planeras även efter en förbiflygning av jorden, att studera kometen 311P/PANSTARRS.